# Muansa (Schiff, 1911)
Die Muansa der Deutschen Ost-Afrika-Linie (DOAL) war ein 1911 vom Bremer Vulkan geliefertes Frachtschiff der Emir-Klasse. Sie war der vierte Frachtschiffneubau der Reederei. Bei Ausbruch des Ersten Weltkriegs fand das Schiff Zuflucht in Argentinien.
1920 wurde die Muansa nach Deutschland zurückgeschleppt. Nach ihrer Instandsetzung wurde sie ausgeliefert, aber 1921 umgehend von der DOAL zurückgekauft. Sie war das einzige Schiff der Reederei, das sie nach Auslieferung zurückkaufte. Das Schiff war auch bei Ausbruch des Zweiten Weltkriegs im Dienst der Reederei. 1940 kam es als Truppentransporter bei der Besetzung Norwegens zum Einsatz.
Die Muansa wurde am 1. Januar 1943 vor Nord-Norwegen vom Sowjetischen U-Boot L-20 torpediert und versenkt.

## Geschichte
Die ersten Frachtschiffe der DOAL waren Ankäufe für den seit 1892 betriebenen Dienst nach Sansibar, später nach Durban und Bombay. Das bekannteste war die 1901 gekaufte Somali ex Osiris (1889, 2532 BRT), die als Kohlenschiff des Kleinen Kreuzers Königsberg im Ersten Weltkrieg bekannt wurde. Diese Schiffe verfügten alle auch über eine Passagiereinrichtung mit mehreren Klassen.
1905 bestellte die DOAL wegen des angewachsenen Frachtvolumens von und nach Deutsch-Ostafrika ihre ersten reinen Frachtschiff-Neubauten mit den Dampfern Khalif (2) und Khedive beim Bremer Vulkan, die auf der Hauptlinie als Zusatzdampfer zum Einsatz kamen. Auch die verbundene Woermann-Linie erwarb für ihren Westafrika-Dienst einige Frachtschiffe verschiedener Größe, von denen die Mehrzahl auch von der Vegesacker Werft geliefert wurden.
Die 1910 gelieferte Carl Woermann wurde dann das Typschiff der Emin-Klasse der DOAL, von der drei Schiffe 1911 abgeliefert wurden und drei weitere während des Weltkriegs 1915 vom Stapel liefen, aber nicht zum Einsatz kamen und nach den Kapitulationsbedingungen an die Alliierten ausgeliefert werden mussten.
Die nach dem Ort Muansa am Victoria-See benannte Muansa war das zweite Schiff der ersten Serie. Sie war wie ihre Schwesterschiffe 128,0 m lang und 16,6 m breit und wurde von einer Vierfach-Expansionsmaschine angetrieben, die 3300 PS leistete und eine Geschwindigkeit von 11,5 Knoten (kn) ermöglichte. Das mit 5408 BRT vermessene Schiff bot auch Platz für 12 Passagiere und hatte eine Tragfähigkeit 8800 tdw. Die Muansa lief am 30. Juni 1911 vom Stapel und wurde am 10. August 1911 abgeliefert.

### Kriegsschicksal
Die Muansa  befand sich Anfang August 1914 in Lüderitzbucht, Deutsch-Südwestafrika, auf der Heimreise, wo der Kapitän vom Kriegsausbruch erfuhr. Er entschied sich, einen neutralen südamerikanischen Hafen anzulaufen. Das Schiff lief am 8. Januar 1915 in Buenos Aires ein, nachdem es wohl zuerst von Südwestafrika aus Rio de Janeiro angelaufen hatte. In Buenos Aires wurde die Muansa als Versorger für Deutsch-Ostafrika und den dort liegenden Kleinen Kreuzer Königsberg ausgerüstet. Am 2. Februar 1915 wurde das Schiff seeklar gemeldet. Dann aber bat das Reichskolonialamt um die Mitgabe von Gewehren und Munition für die Schutztruppe von Deutsch-Ostafrika, worauf der Admiralstab nach Buenos Aires telegraphierte: „Proviantdampfer für Ostafrika soll voraussichtlich erst April abgehen, auf besonderen Befehl.“ Der in Chile liegende Kleine Kreuzer Dresden sollte nun die Muansa nach Ostafrika begleiten, um dann gemeinsam mit der Königsberg im Indischen Ozean zu operieren. Verzögerungen durch den Druck der englischen Regierung auf die neutralen südamerikanischen Staaten, und der Untergang der Dresden am 14. März 1915, führten im Oktober 1915 zur Aufgabe des Planes, die Muansa nach Deutsch-Ostafrika zu entsenden.
1918 machte die Besatzung die Maschine unbrauchbar, um eine befürchtete Auslieferung an die Alliierten zu verhindern. Wie andere in neutralen Staaten verbliebene Schiffe war die Muansa nach den Kapitulationsbestimmungen instand gesetzt abzuliefern. Das nach Montevideo überführte Schiff trat von dort am 30. August 1920 im Schlepp die Heimreise nach Deutschland an. Die Muansa wurde dann in Hamburg repariert und am 14. August 1921 formell Großbritannien übertragen.

### Zwischenkriegszeit
Die noch immer in Hamburg liegende Muansa wurde am 27. September 1921 von der DOAL zurückgekauft. Sie blieb das einzige Vorkriegsschiff der Reederei, das zur Reederei zurückgelangte. Allerdings kam das Schwesterschiff Emin, 1927 vom Norddeutschen Lloyd erworben und Ilmar benannt, bei der HBAL nach Afrika zum Einsatz und wurde ab 1935 von der mit der DOAL verbundenen Woermann-Linie bereedert, die es 1939 verkaufte.
Die DOAL hatte im November 1920 mit ihrem ersten Neubau, dem Frachtschiff Urundi (5791 BRT / 9270 tdw), den Liniendienst nach Südafrika aufgenommen. Das als weiteres Schiff der Emin-Klasse schon vor dem Krieg bestellte Schiff wurde als Nachkriegsauftrag ausgegeben, wich durch seinen Turbinenantrieb auch vom Grundtyp ab und war am 28. Juli 1920 vom Stapel gelaufen und am 2. November 1920 abgeliefert worden. Dazu waren mit den Kombischiffen Usaromo und Ussukuma (7750 BRT / 7250tdw) zwei weitere Neubauten fertiggestellt.
Als die Muansa wieder in den Dienst der DOAL kam, verfügte die Reederei mit der Sultan ex Erna Woermann (1902, 5528 BRT) noch über ein viertes Schiff, das 1914 von Großbritannien in Douala erbeutet worden war und bis zum Ankauf am 19. August 1921 als Huntscastle unter britischer Flagge eingesetzt worden war.
Da auf der Südafrika-Linie der DOAL als Ersatz der früheren Reichspostdampferlinie auch die Kombischiffe der Woermann-Linie und des Afrika-Dienstes der Hapag zum Einsatz kamen, fand ein weiter Ausbau der Frachtschiff-Flotte der DOAL kaum statt. Die 1922 erfolgte Fusion der beiden Hamburger Afrika-Reedereien unter Beibehalt eines nach außen getrennten Auftretens zeigte nur einen Ausbau der Frachtkapazitäten nach Westafrika unter den Farben der Woermann-Linie. Nach Süd- und dann auch Ostafrika wurden von der DOAL hauptsächlich weitere Kombischiffe mit der Usambara (1923), der Ubena (1928) und schließlich der Pretoria (1936) und parallel gebaute Woermann-Schiffe eingesetzt.
1923 wurde mit der Ulanga auch ein weiteres Frachtschiff beschafft. Das in Großbritannien als Den of Airlie gekaufte Schiff war als Santa Clara 1914 für die Hamburg-Süd gebaut worden und hatte ein fast identisches Kriegsschicksal wie die Muansa, da es den Krieg in Rosario überstanden hatte. Es geriet allerdings am 5. September 1931 auf der Nordsee in Brand, konnte zwar nach Antwerpen eingebracht werden, brannte dort aber völlig aus. Dies war der einzige Schiffsverlust der DOAL zwischen den Weltkriegen.
Ab 1925 entstand auch wieder ein Küstendienst in Ostafrika, für den mit der Rufidji (1387 BRT) und der Askari (590 BRT) zwei kleine Frachtschiffe beschafft wurden. 1932 wurde das älteste Schiff der Reederei, die Sultan, ausgesondert.
Erst im Sommer 1940 erhielt die DOAL mit dem Motorschiff Ulanga einen Frachtschiff-Neubau. Die Muansa und die Urundi blieben so vom Wiederbeginn bis zum Ausbruch des Zweiten Weltkriegs die Frachtschiffe der DOAL, zu denen bei der staatlichen Neuordnung der deutschen Schifffahrt 1935 noch die Livadia (3094 BRT) der Hapag kam.
Am 26. August 1939 lief die Muansa auf ihrer letzten Friedensreise aus Monrovia kommend in Hamburg ein. Die Urundi befand sich in der Heimat und war schon im Juli als Truppentransporter nach Ostpreußen im Einsatz; die auf der Rückreise aus Westafrika befindliche Livadia lief am 27. August Vigo an, von wo sie am 11. November über Tromsø und Bergen nach Deutschland fuhr und am 10. Dezember 1939 Hamburg erreichte.

### Kriegseinsatz und Ende
Die Muansa wurde im Frühjahr 1940 als Truppentransporter der 1. Seetransportstaffel bei der Besetzung Norwegens zugeteilt. Am 7. April 1940 verließ sie mit Truppen und Material Stettin mit Ziel Oslo. Am 10. April wurde der gesicherte Geleitzug von neun Transportern im Kattegat von den britischen U-Booten Triton und Sunfish angegriffen, die die Transporter Wigbert (3648 BRT), Friedenau (5219 BRT), das Vorpostenboot V 1507 (ex Walfänger Rau 6) sowie den Transporter Antares (2593 BRT) torpedierten, die mit hohen Verlusten sanken. Die Muansa traf unbeschädigt am 11. April in Oslo ein und lief am 20. wieder aus. Am 28. April, 6. und 14. Mai lief sie  erneut Oslo mit Verstärkungen an, um dann am 27. von Oslo nach Stettin zurückzulaufen und aus den Versorgungsfahrten für das Unternehmen Weserübung auszuscheiden.
Im August 1940 wurde das Schiff als „RO 36“ für das Unternehmen „Seelöwe“ erfasst. Am 13. Juni 1941 befand sich die Muansa in Swinemünde zu Verladeübungen und lief am 15. zusammen mit dem französischen Beuteschiff Malgache mit deutschen Truppen und Versorgungsgütern nach Finnland aus; statt wie ursprünglich geplant bis Vaasa zu laufen, gingen die Schiffe bis nach Oulu im Norden des Bottnischen Meerbusen.
Ab dem Frühjahr 1942 kam die Muansa dann entlang der norwegischen Küste als Transporter zum Einsatz. Aus einem von drei Vorpostenbooten gesicherten Konvoi mit der Dessau und der Kora wurde die Muansa am 1. Januar 1943 acht Kilometer nordöstlich des Leuchtturms Kjolnes bei Berlevåg vom sowjetischen U-Boot L-20 torpediert und auf 70° 52′ 0″ N, 29° 27′ 0″ O versenkt, wobei 19 Besatzungsangehörige starben.

### Frachtdampferneubauten der DOAL bis 1918
| Name    | Bauwerft              | BRT  | Länge [m] | Stapellauf in Dienst  | weiteres Schicksal |
| ------- | --------------------- | ---- | --------- | --------------------- | --- |
| Khalif  | Bremer Vulkan Nr. 492 | 5105 | 124,8     | 29.09.1906 11.11.1906 | 1914 Zuflucht in Mocambique, 1916 durch Portugal beschlagnahmt: Fernao Velos, 1925 Umbenennung in Mirandella, 1955 verschrottet                                      |
| Khedive | Bremer Vulkan Nr. 493 | 5106 | 124,8     | 15.11.1906 01.1907    | 15. August 1910 bei East London gestrandet, Totalverlust |
| Emir    | Bremer Vulkan Nr. 542 | 5532 | 128,0     | 28.01.1911 4.03.1911  | 1914 nahe Gibraltar aufgebracht, eingesetzt als Polladern siehe => Hamburg (Schiff, 1911)                                                                            |
| Muansa  | Bremer Vulkan Nr. 549 | 5408 | 128,0     | 30.06.1911 10.08.1911 | 1914 nach Buenos Aires, Ende 1921 wieder im Dienst der DOAL |
| Rufidji | Bremer Vulkan Nr. 553 | 5442 | 128,0     | 29.09.1911 9.11.1911  | 1914 vor Südafrika durch Torpedoboot aufgebracht, eingesetzt als Huntscliff, 16. Oktober 1918 im Atlantik gesunken                                                   |
| Rovuma  | Bremer Vulkan Nr. 580 | 5618 | 128,1     | 27.07.1915 17.11.1917 | nicht eingesetzt, 1919 ausgeliefert an Frankreich: Nevada/C.G.T., 1941 als Nevada II unter britischer Flagge, 19. Juli 1942 an der schottischen Westküste gestrandet |
| Kagera  | Bremer Vulkan Nr. 581 | 5617 | 128,1     | 27.07.1915 17.11.1917 | nicht eingesetzt, 1919 ausgeliefert an Frankreich: Indiana/C.G.T., 1942 unter Flagge Panamas eingesetzt, 1952 als Assimina abgewrackt                                |
| Pangani | Blohm & Voss Nr. 232  | 5735 | 127,7     | 15.07.1915 8.09.1919  | vom Stapel ohne Namen, nicht fertiggestellt, 1919 ausgeliefert an Großbritannien, 1921 an die Niederlande: Nijkerk / V.N.S.M., 1950 abgewrackt                       |